# دير بارك (واشنطن)
دير بارك (بالإنجليزية: Deer Park, Washington)‏ هي مدينة تقع في الولايات المتحدة في مقاطعة سبوكان، واشنطن. يقدر عدد سكانها بـ 3,652 نسمة .

## التركيبة السكانية
قام مكتب تعداد الولايات المتحدة بتحديد بيانات التركيبة السكانية لدير بارك في تعداد الولايات المتحدة. في ما يلي، التركيبة السكانية حسب تعدادي 2000 و2010.

### تعداد عام 2000
بلغ عدد سكان دير بارك 3,017 نسمة بحسب تعداد عام 2000، وبلغ عدد الأسر 1,105 أسرة وعدد العائلات 756 عائلة مقيمة في المدينة. في حين سجلت الكثافة السكانية 470.4 نسمة لكل ميل مربع (181.6/كم2). وبلغ عدد الوحدات السكنية 1,210 وحدة بمتوسط كثافة قدره 188.7 نسمة لكل ميل مربع (72.9/كم2).
وتوزع التركيب العرقي للمدينة بنسبة 89.90% من البيض و 1.36% من الأمريكيين الأصليين و 0.17% من الأمريكيين ذوي الأصول الآسيوية و 0.07% من سكان جزر المحيط الهادئ و 2.3% من الأمريكيين الأفارقة و 2.12% من عرقين مختلطين أو أكثر.
بلغ عدد الأسر 1,105 أسرة كانت نسبة 38.7% منها لديها أطفال تحت سن الثامنة عشر تعيش معهم، وبلغت نسبة الأزواج القاطنين مع بعضهم البعض 50.2% من أصل المجموع الكلي للأسر، ونسبة 13.3% من الأسر كان لديها معيلات من الإناث دون وجود شريك، وكانت نسبة 31.5% من غير العائلات. تألفت نسبة 26.6% من أصل جميع الأسر من أفراد ونسبة 14.2% كانوا يعيش معهم شخص وحيد يبلغ من العمر 65 عاماً فما فوق. وبلغ متوسط حجم الأسرة المعيشية 3.24، أما متوسط حجم العائلات فبلغ 2.69.
بلغ العمر الوسطي للسكان 34 عاماً. وكانت نسبة 7.3% بين الثامنة عشر والأربعة وعشرون عاماً، ونسبة 27.5% كانت واقعةً في الفئة العمرية ما بين الخامسة والعشرون حتى والأربعة وأربعون عاماً، ونسبة 18.0% كانت ما بين الخامسة والأربعون حتى الرابعة والستون، ونسبة 14.7% كانت ضمن فئة الخامسة والستون عاماً فما فوق. يوجد لكل 100 أنثى 91.1 ذكر، ويوجد لكل 100 أنثى في الثامنة عشر من عمرها فما فوق 83.8 ذكر.
بلغ متوسط دخل الأسرة في المدينة 32,470 دولار، أما متوسط دخل العائلة فبلغ 37,820 دولار. وكان متوسط دخل الذكور 36,326 دولار مقابل 19,825 دولار للإناث. وسجل دخل الفرد الخاص بالمدينة 17,132 دولار. وكانت نسبة 10.8% من العائلات ونسبة 15.1% من السكان تحت خط الفقر، وكان من هؤلاء نسبة 17.5% تحت سن الثامنة عشر ونسبة 21.3% في الخامسة والستين من العمر وما فوق.

### تعداد عام 2010
بلغ عدد سكان دير بارك 3,652 نسمة بحسب تعداد عام 2010، وبلغ عدد الأسر 1,394 أسرة وعدد العائلات 948 عائلة مقيمة في المدينة. في حين سجلت الكثافة السكانية 530.0 نسمة لكل ميل مربع (204.6/كم2). وبلغ عدد الوحدات السكنية 1,532 وحدة بمتوسط كثافة قدره 222.4 لكل ميل مربع (85.9/كم2).
وتوزع التركيب العرقي للمدينة بنسبة 92.6% من البيض و 1.5% من الأمريكيين الأصليين و 0.2% من الأمريكيين ذوي الأصول الآسيوية و 0.3% من سكان جزر المحيط الهادئ و 0.4% من الأمريكيين الأفارقة و 3.9% من عرقين مختلطين أو أكثر.
بلغ عدد الأسر 1,394 أسرة كانت نسبة 36.4% منها لديها أطفال تحت سن الثامنة عشر تعيش معهم، وبلغت نسبة الأزواج القاطنين مع بعضهم البعض 49.4% من أصل المجموع الكلي للأسر، ونسبة 13.4% من الأسر كان لديها معيلات من الإناث دون وجود شريك، بينما كانت نسبة 5.2% من الأسر لديها معيلون من الذكور دون وجود شريكة وكانت نسبة 32.0% من غير العائلات. تألفت نسبة 27.0% من أصل جميع الأسر من أفراد ونسبة 14.3% كانوا يعيش معهم شخص وحيد يبلغ من العمر 65 عاماً فما فوق. وبلغ متوسط حجم الأسرة المعيشية 3.15، أما متوسط حجم العائلات فبلغ 2.61.
بلغ العمر الوسطي للسكان 36.3 عاماً. وكانت نسبة 28.4% من القاطنين تحت سن الثامنة عشر، وكانت نسبة 8.8% بين الثامنة عشر والأربعة وعشرون عاماً، ونسبة 22.5% كانت واقعةً في الفئة العمرية ما بين الخامسة والعشرون حتى والأربعة وأربعون عاماً، ونسبة 24% كانت ما بين الخامسة والأربعون حتى الرابعة والستون، ونسبة 16.2% كانت ضمن فئة الخامسة والستون عاماً فما فوق. وتوزع التركيب الجنسي للسكان بنسبة 48.8% ذكور و51.2% إناث.